# Buszęcin
Buszęcin [buˈʂɛnt͡ɕin] (tiếng Đức: Büssenthin)  là một ngôi làng thuộc khu hành chính của Gmina Kamień Pomorski, thuộc quận Kamień, West Pomeranian Voivodeship, ở phía tây bắc Ba Lan. Nó nằm khoảng 8 kilômét (5 mi) phía nam Kamień Pomorski và 56 km (35 mi) phía bắc thủ đô khu vực Szczecin.